# Bahnstrecke Swampscott–Marblehead
| Streckenlänge: | 7,10 km              |                               |                               |
| Spurweite: | 1435 mm (Normalspur) |                               |                               |
| |                      |                               |                               |
| \| \| \| von East Boston \| \| \| \| 0,00 \| Swampscott MA \| Swampscott MA \| \| \| \| nach Portsmouth \| \| \| \| 2,43 \| Phillips Beach \| Phillips Beach \| \| \| \| Straßenbahn Woburn–Marblehead \| \| \| \| 3,27 \| Beach Bluff Avenue \| Beach Bluff Avenue \| \| \| 4,01 \| Clifton Avenue \| Clifton Avenue \| \| \| 5,78 \| Devereux Street \| Devereux Street \| \| \| \| Straßenbahn Woburn–Marblehead \| \| \| \| \| von Castle Hill \| \| \| \| 7,10 \| Marblehead MA \| Marblehead MA \| |                      |                               |                               |
| Strecke |                      | von East Boston               | von East Boston               |
| Haltepunkt / Haltestelle | 0,00                 | Swampscott MA                 | Swampscott MA                 |
| Abzweig ehemals geradeaus und nach links |                      | nach Portsmouth               | nach Portsmouth               |
| Haltepunkt / Haltestelle (Strecke außer Betrieb) | 2,43                 | Phillips Beach                | Phillips Beach                |
| Kreuzung (Strecken außer Betrieb) |                      | Straßenbahn Woburn–Marblehead | Straßenbahn Woburn–Marblehead |
| Haltepunkt / Haltestelle (Strecke außer Betrieb) | 3,27                 | Beach Bluff Avenue            | Beach Bluff Avenue            |
| Haltepunkt / Haltestelle (Strecke außer Betrieb) | 4,01                 | Clifton Avenue                | Clifton Avenue                |
| Haltepunkt / Haltestelle (Strecke außer Betrieb) | 5,78                 | Devereux Street               | Devereux Street               |
| Kreuzung (Strecken außer Betrieb) |                      | Straßenbahn Woburn–Marblehead | Straßenbahn Woburn–Marblehead |
| Abzweig geradeaus, nach links und von links (Strecke außer Betrieb) |                      | von Castle Hill               | von Castle Hill               |
| Kopfbahnhof Streckenende (Strecke außer Betrieb) | 7,10                 | Marblehead MA                 | Marblehead MA                 |

Die Bahnstrecke Swampscott–Marblehead war eine Eisenbahnstrecke in Massachusetts (Vereinigte Staaten). Die Strecke ist 7,10 Kilometer lang und band die Stadt Marblehead an die Hauptstrecke Boston–Portsmouth an. Die Strecke ist stillgelegt und abgebaut.

## Geschichte
Bereits 1839 hatte die Stadt Marblehead einen Eisenbahnanschluss an die Hauptstrecke der Eastern Railroad erhalten, jedoch in Richtung Salem, sodass die Fahrgäste aus Richtung Boston dort umsteigen mussten. Eine direktere Strecke war wünschenswert, da der Verkehr nach Marblehead immer mehr zunahm. Außerdem konnte man so mehrere Siedlungen entlang der Küste anbinden, die vorher nicht per Bahn erreichbar waren. Am 21. Oktober 1873 wurde die Strecke eröffnet. Die zahlreichen Personenzüge fuhren zumeist nach Boston durch, zum Teil über den Saugus Branch. Die Strecke bekam später Konkurrenz durch Straßenbahnlinien, die nach Marblehead führten, was zu einem leichten Rückgang der Zugzahlen führte. Die Weltwirtschaftskrise und der Umstieg vieler Menschen auf ein eigenes Automobil führten 1959 zur Einstellung des Personenverkehrs auf der Strecke nach Marblehead. Der Güterverkehr war nie besonders stark und endete zwei Jahre später, was zur Stilllegung der Strecke führte. Sie wurde abgebaut und dient heute größtenteils dem Marblehead Rail-Trail, einem Rad- und Wanderweg.

## Streckenbeschreibung
Die Strecke zweigt am Bahnhof Swampscott aus der Hauptstrecke von Boston ab und führt zunächst in Richtung Osten. Das durchfahrene Gebiet ist durchgängig besiedelt. Daher wurden entlang der kurzen Strecke vier Zwischenstationen eingerichtet, die als Haltepunkte im Wesentlichen dem Personenverkehr dienten. Nahe dem Haltepunkt Phillips Beach am Bahnübergang Humphrey Street biegt die Strecke in Richtung Nordosten ab und führt parallel zur Küste nach Marblehead. Eine Straßenbahnstrecke der Bay State Street Railway verlief parallel zur Bahnstrecke und überquerte sie auf der Humphrey Street und vor dem Endbahnhof Marblehead auf der Pleasant Street. Kurz vor dem Endbahnhof mündet die Strecke in einem Gleisdreieck in die von Castle Hill kommende ältere Strecke ein.